# Teresa Mota
Teresa Mota ou Teresa Demarcy-Motta (Tomar, 30 de julho de 1940 - Lisboa, 1 de janeiro de 2022) foi uma actriz e professora portuguesa em Portugal e em França. Era irmã do encenador e actor João Mota e mãe do encenador Emmanuel Demarcy-Mota.

## Biografia
Estreou-se como actriz na Companhia Rey Colaço-Robles Monteiro, onde trabalhou durante alguns anos no Teatro Nacional D. Maria II e no Teatro Avenida. Em 1961 foi Julieta na peça Romeu e Julieta no Teatro Nacional D. Maria II.
Ainda na década de 50 apresentou o programa infantil da RTP O Correio do Tio João, ao lado de Gustavo Fontoura (Tio João). Foi também actriz em várias peças de teleteatro da RTP.
Na década de 1960 foi viver para Paris.
Em 1972 fundou o "Naif Theatre", juntamente com o seu marido, o encenador francês Richard Demarcy.
Teresa Mota foi, desde 1993, professora agregada da Sorbonne Nouvelle/Paris III, na especialidade de Língua e Teatro.
Faleceu em Paris a 1 de janeiro de 2022, aos 81 anos, cidade onde vivia há mais de 50 anos.

## Televisão
- 1959 - "O Improviso do Barba-Azul"
- 1959 - "O Pobre Mentiroso"
- 1959 - "Dez Contos de Reis"
- 1959 - "O Danúbio Azul"
- 1962 - "Madame Sans-Gêne"
- 1963 - "O Outro Lado do Rio"
- 1963 - "Construtor de Esperanças, Precisa-se"[8]
- 1964 - "O Louco das Rosas"
- 1965 - "Histórias Simples da Gente Cá do Meu Bairro"[9]
- 1966 - "Sete Pecados Mortais"

## Cinema
- 1961 - Raça
- 1963 - A Ribeira da Saudade
- 1974 - Meus Amigos
- 1980 - Le règlement intérieur
- 2011 - La vie à l'envers
- 2014 - La fin de la pellicule
- 2015 - Florida
- 2017 - Kiss Me!
- 2018 - Family Business

## Teatro (como atriz)
- 1957 - Castro - Teatro Nacional D. Maria II[10]
- 1957 - As Bruxas de Salém - Teatro Nacional D. Maria II[11]
- 1959 - Saias - Teatro Nacional D. Maria II[12]
- 1959 - Diálogos das Carmelitas - Teatro Nacional D. Maria II[13]
- 1960 - A Sapateira Prodigiosa - Teatro Nacional D. Maria II[14]
- 1960 - Entre Giestas - Teatro Nacional D. Maria II[15]
- 1961 - Ponto de Vista - Teatro Nacional D. Maria II[16]
- 1961 - A Nova Vaga - Teatro Nacional D. Maria II[17]
- 1961 - Teatro de Gil Vicente - Auto Pastoril Português - Teatro Nacional D. Maria II[18]
- 1961 - Romeu e Julieta - Teatro Nacional D. Maria II[19]
- 1962 - Oito Mulheres - Teatro Nacional D. Maria II[20]
- 1965 - Sim, Quero! - Teatro Avenida[21]
- 1966 - Um Princípe do Meu Bairro - Teatro Avenida[22][23]
- 1967 - A Visita da Velha Senhora - Teatro Avenida[24]
- 1967 - A Esposa Trocada - Teatro da Trindade[25]
- 1976 - Quatro Soldados e um Acordeão - Teatro da Comuna[26]
  - Em atualização